# Caspar Henselmann

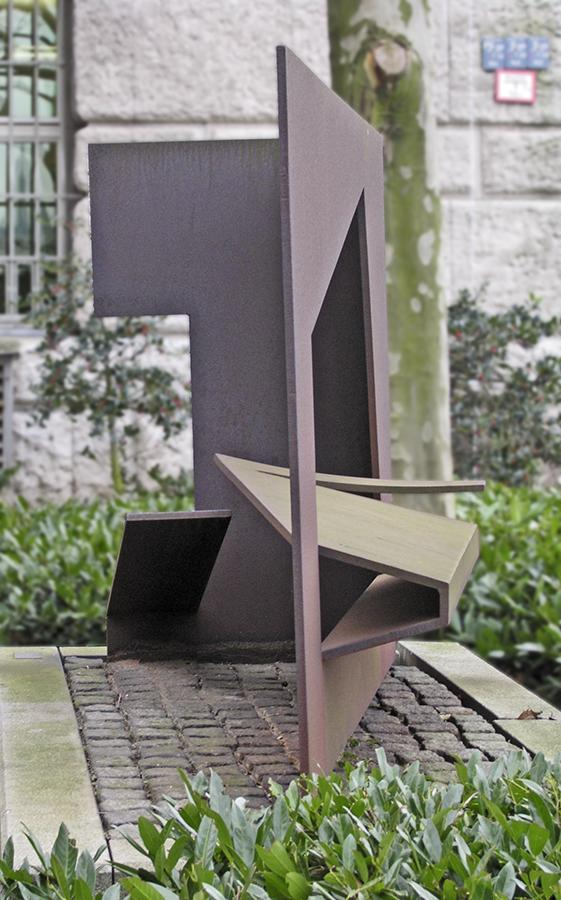
Stahlskulptur Mannesmann I, 1982, Standort am Mannesmann-Haus in Düsseldorf, 2005

Caspar Henselmann (* 13. März 1933 in Mannheim; † 14. November 2015 in New York City) war ein deutschamerikanischer Bildhauer und Illustrator.

## Leben und Familie
Caspar Henselmann, Enkel des deutschen Kirchenmalers Fidelius Henselmann, Sohn des Bildhauers Albert Henselmann (1890–1974) sowie Neffe der Maler Gustav (1888–1964) und Willy Henselmann (1896–1973), wuchs im Schweizer Kanton Tessin auf, wohin sein Vater als „entarteter Künstler“ in der Zeit des Nationalsozialismus mit seiner Familie ausgewandert war. In Minusio besuchte Henselmann das Benediktiner-Gymnasium. 1950 immigrierte die Familie in die Vereinigten Staaten, wo sie sich in Chicago (Illinois) niederließ. Dort studierte er am Art Institute of Chicago und erwarb den Abschluss Bachelor of Fine Arts. An der University of Illinois erwarb er am College of Medicine außerdem ein Diplom im Fach medical illustration. Als er in Detroit (Michigan) arbeitete, wandte er sich der Skulptur zu. Seit den 1960er Jahren lebte und arbeitete er in New York.

## Werk
Außer Illustrationen für medizinische Fachliteratur und neben künstlerischen Zeichnungen und Objekten, oft aus Pappe, gestaltet er abstrakte Skulpturen aus Stahl, die in vielen europäischen und US-amerikanischen Museen, in Skulpturenparks und an vielen nichtmusealen Orten vertreten sind. Während der 1990er Jahre entstanden zunehmend große, raumgreifende Skulpturen. Nach eigenen Angaben reflektiert sein Werk sein Interesse an minimalistischer, post-minimalistischer und Konzeptkunst.